# Pózul
Pózul, alternative Schreibweise: Pozul, offizieller Name: San Juan de Pózul, ist eine Ortschaft und eine Parroquia rural („ländliches Kirchspiel“) im Kanton Celica der ecuadorianischen Provinz Loja. Die Parroquia besitzt eine Fläche von 80,08 km². Die Einwohnerzahl lag im Jahr 2010 bei 3035. Die Parroquia wurde am 10. März 1927 gegründet.

## Lage
Die Parroquia Pózul liegt am Westrand der Anden im Südwesten von Ecuador, etwa 20 km von der peruanischen Grenze entfernt. Das Gebiet erstreckt sich über einen bis zu 2080 m hohen Höhenkamm, der in WSW-ONO-Richtung verläuft. Der etwa 1720 m hoch gelegene Hauptort befindet sich 11 km westsüdwestlich des Kantonshauptortes Celica. Die Straßenverbindung zwischen Celica und Pindal führt an Pózul vorbei.
Die Parroquia Pózul grenzt im Osten an die Parroquia Celica, im Südosten an die Parroquia Cruzpamba, im Süden an die Parroquia Teniente Maximiliano Rodríguez Loaiza, im äußersten Südwesten an die Parroquia Sabanilla, im Westen an die Parroquia Pindal (Kanton Pindal), im Nordwesten an die Parroquia 12 de Diciembre (Kanton Pindal) sowie im äußersten Norden an die Parroquia Chaquinal (Kanton Pindal).